# Eamonn Darcy
Eamonn Christopher Darcy (nascido em 7 de agosto de 1952) é um jogador profissional irlandês de golfe. Profissionalizou-se em 1968 e já ganhou quatro torneios do circuito europeu.